# Sócrates Belenguer
Sócrates Belenguer Pérez (Losa del Obispo, Valencia, España, 15 de julio de 1928) es un exfutbolista español que se desempeñaba como defensa.

## Clubes
| Club           | País   | Año       |
| -------------- | ------ | --------- |
| Valencia C. F. | España | 1952-1962 |
| Elche C. F.    | España | 1962-1963 |